# Kwame Nkrumah

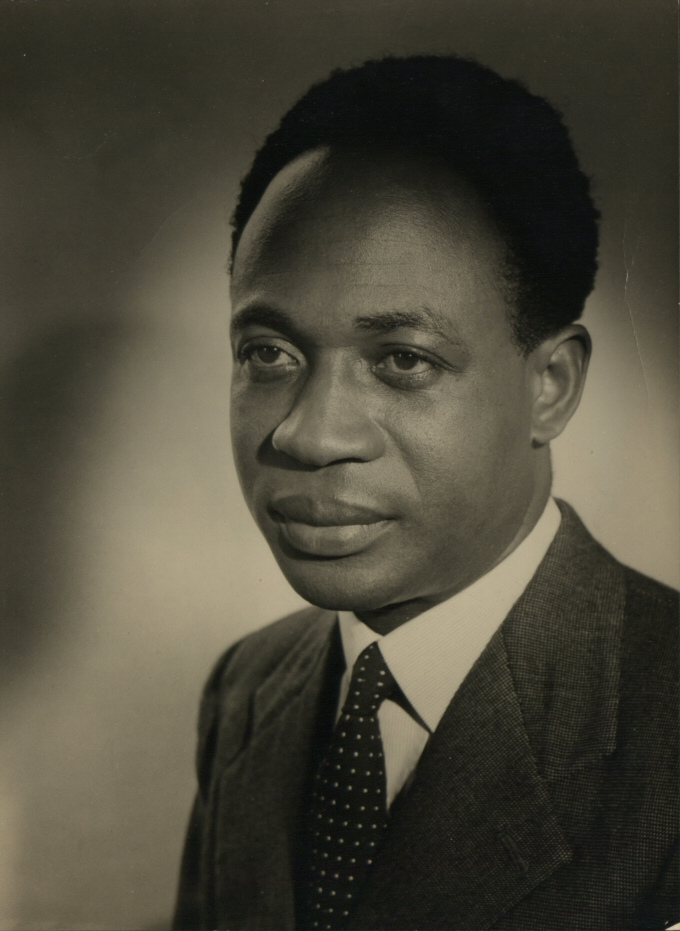
Kwame Nkrumah

Francis Nwia Kofi Kwame Nkrumah (* 21. September 1909 in Nkroful, Goldküste; † 27. April 1972 in Bukarest, Rumänien) war ein ghanaischer Politiker. Er war der erste Präsident Ghanas. Während seines Aufenthalts in den USA und in London war er mit den Ideen des Panafrikanismus in Berührung gekommen und wurde zu einem der wichtigsten Sprecher der panafrikanischen Bewegung. Mit der Forderung Independence now! führte er im Zuge der Dekolonisation Afrikas die britische Kronkolonie Goldküste unter dem Namen Ghana am 6. März 1957 als eines der ersten afrikanischen Länder in die Unabhängigkeit.

## Kindheit und Ausbildung
Nkrumah stammte aus der zu den Akan-Völkern zählenden Volksgruppe der Nzema und wurde offiziell am 21. September 1909 im Dorf Nkroful im Südwesten des heutigen Ghana als Sohn einer Kleinhändlerin und eines Goldschmiedes geboren. Jahr und Tag seiner Geburt waren ihm aber selbst nicht sicher, denn er schreibt: „Wenn wir also einmal annehmen wollen, das Jahr 1909 war tatsächlich mein Geburtsjahr, so fällt jener Sonnabend, der der Mitte des September am nächsten ist, auf den 18. des Monats. Ich halte es daher für wahrscheinlich, daß ich am Sonnabend, dem 18. September 1909 geboren wurde.“ Seine Bildungskarriere begann er in einer katholischen Missionsschule. Mit etwa 17 Jahren wurde Nkrumah zunächst Hilfslehrer, bevor er ab 1926 das Achimota College in Accra besuchte, an dem er 1930 sein Abschlussexamen ablegte. Danach arbeitete er als Lehrer an römisch-katholischen Schulen in Elmina und Axim, bevor er als Lehrer an einem Vorbereitungseminar für katholische Priester in Elmina angestellt wurde. 1935 siedelte Nkrumah mit Hilfe eines im Diamanten- und Goldhandel reich gewordenen Verwandten in die USA über, wo er einen B.A.-Abschluss in Volkswirtschaftslehre (1939) und einen B.A.-Abschluss in Theologie (1942) an der Lincoln University und einen Master of Science in Pädagogik und einen Master of Arts in Philosophie (beide 1943) an der University of Pennsylvania ablegte. Von 1943 bis 1945 dozierte er an der Lincoln-Universität und war Präsident der African Students Association of the United States and Canada (Afrikanische Studentenverbindung der Vereinigten Staaten und Kanada). Während der zehn Jahre, die Nkrumah in den Vereinigten Staaten verbrachte, kam er in Berührung mit den Werken afroamerikanischer Gelehrter und Aktivisten wie W.E.B. Du Bois und Marcus Garvey, die seine Vorstellung von Panafrikanismus maßgeblich beeinflussten. Unter anderem hatte er auch Umgang mit karibischen Aktivisten wie C.L.R. James und George Padmore, von denen er politische Organisation lernte. 1945 studierte Nkrumah kurz an der London School of Economics and Political Science und war der Vizepräsident der West African Students’ Union (Union westafrikanischer Studenten).

## Politische Laufbahn
In London entwickelte er immer mehr politisches Engagement und eine rege publizistische Tätigkeit. 1945 organisierte er als Generalsekretär unter W.E.B. Du Bois den 5. Pan-Afrikanischen Kongress in Manchester. Zurück an der Goldküste wurde Nkrumah 1947 Generalsekretär der von Joseph Boakye Danquah gegründeten Partei United Gold Coast Convention (UGCC). 1948 ausgebrochene Unruhen, die sogenannten Accra-Riots, machten ihn zu einem landesweit bekannten Helden und führten zu seiner ersten kurzfristigen Verhaftung. 1949 brach er mit der gemäßigten UGCC und gründete die radikalere Convention People’s Party (CPP). In dieser Zeit rief Nkrumah die Strategie der „positiven Aktion“ aus, die gewaltlosen Widerstand, zivilen Ungehorsam, Streiks und Boykotts beinhaltete. Um dem Widerstand den Wind aus dem Segel zu nehmen, kündigten die Briten für 1951 erstmals Parlamentswahlen an, aus denen die CPP mit ihrer Forderung nach sofortiger Autonomie als stärkste Kraft hervorging. Nkrumah, obwohl seit den von ihm mit organisierten Unruhen von 1950 inhaftiert, errang in Accra 98,5 % der Stimmen und wurde daraufhin von den Briten freigelassen. Im März 1952 wurde er von der gesetzgebenden Versammlung in geheimer Wahl zum Premierminister der Kronkolonie Goldküste gewählt, der er bei der Unabhängigkeit 1957 den Namen Ghana gab. Ghana wurde nach Liberia der zweite unabhängige Staat Westafrikas. Im gleichen Jahr heiratete Nkrumah die Ägypterin Fathia Halim Ritzk.

### Präsident Ghanas

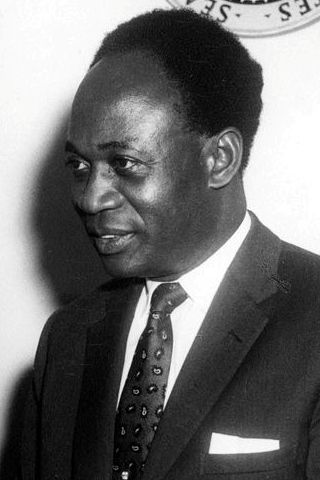
Nkrumah im März 1961

Bis 1960 blieb Ghana zunächst eine Monarchie mit Elisabeth II. als Staatsoberhaupt. Kwame Nkrumah führte die Amtsgeschäfte als Premierminister. Nach einer Volksabstimmung wurde Ghana im Juli 1960 zur Republik. Bei den Präsidentschaftswahlen siegte Nkrumah klar gegen J. B. Danquah, den Kandidaten der Opposition. Als Nkrumah die Regierungsgeschäfte übernahm, sah er sich mit einer großen Reihe von Problemen konfrontiert. Die einseitige Orientierung der Wirtschaftsstruktur des Landes an den Interessen der britischen Kolonialmacht sollte möglichst schnell beseitigt werden. Nkrumah erkannte, dass die ghanaische Wirtschaft nicht nur abhängig vom Anbau und dem Export von Kakao war und somit die Entwicklung des Landes an die Weltmarktpreise für dieses Cash-Crop-Produkt gekoppelt war. Im gesamten Land gab es zum Zeitpunkt der Unabhängigkeit zudem keine Industrieanlagen. Paradoxerweise wies Ghana zwar die höchsten Kakaoexportraten weltweit auf, dennoch gab es nicht einmal eine einzige Weiterverarbeitungsanlage für Kakao in Ghana selbst. Mit dem First Five Year Development Plan (1951–1956), dem Second Five Year Development Plan (1959–1964) sowie dem Consolidation Plan (1957–1959) legte die ghanaische Regierung unter der Führung Kwame Nkrumahs die Grundlage für die Modernisierung und Industrialisierung des Landes.
Eine Bestandsaufnahme im Jahr 1964 ergab, dass die Umsetzung der Entwicklungspläne von Erfolg gekrönt war. Ghana besaß das modernste Straßennetz Afrikas. Die Häfen in Takoradi und Tema waren vergrößert und ausgebaut bzw. wiederaufgebaut worden. Die landwirtschaftliche Produktion war diversifiziert und mechanisiert worden. Der Ausbau des Bildungs- und Gesundheitswesens zählte zu den Schwerpunkten der Regierung Nkrumah. In seiner Amtszeit wurde der Volta-Stausee, der flächenmäßig weltweit größte künstliche Stausee, errichtet.
Im März 1964 stellte die ghanaische Regierung den Seven Year Development Plan vor, welcher Nkrumah zufolge drei wesentliche Punkte in das Zentrum der Entwicklung des Landes stellte: eine schnelle Steigerung des Wachstums der nationalen Wirtschaft, eine sozialistisch geprägte Transformierung aller Wirtschaftsbereiche und die radikale Vernichtung aller noch vorhandenen Wirtschaftsstrukturen der Kolonialzeit. Kwame Nkrumah erlangte auch auf innerafrikanischer Ebene große Anerkennung für seine politischen und wirtschaftlichen Bemühungen. Er proklamierte die Einheit Afrikas und rief alle Afrikaner dazu auf, die Fesseln des Kolonialismus abzuschütteln. In Africa Must Unite (1963) stellte er heraus: „So wie unsere Stärke auf einer einheitlichen Politik und fortschreitenden Entwicklung beruht, so beruht die Stärke der Imperialisten auf unserer Uneinigkeit. Wir in Afrika können ihnen nur dann wirksam begegnen, wenn wir ihnen eine einheitliche Front und das Bewusstsein unserer afrikanischen Sendung gegenüberstellen.“
Besonders sein Buch Neocolonialism. The Last Stage of Imperialism (1965) war eine deutliche Darstellung der wirtschaftlichen Ausbeutung der afrikanischen Rohstoffe durch transnationale Konzerne. In diesem Werk betonte er, dass sich auch mit der formellen Unabhängigkeit der afrikanischen Länder an den ökonomischen Ausbeutungsstrukturen der Kolonialzeit nichts geändert hat. Im Rahmen des nun praktizierten Neokolonialismus würden sich Macht und Einfluss von internationalen Öl- und Bergbaukonzernen, wie der Anglo-American Corporation oder der American Metal Climax, in Afrika weiter manifestieren.

### Autoritärer Führungsstil
Im Laufe seiner Regierungszeit agierte Nkrumah zunehmend autoritär. So konnten Personen ohne Gerichtsverfahren bis zu fünf Jahre lang eingesperrt werden, respektlose Äußerungen über das Staatsoberhaupt standen unter Strafe. 1964 wurde Ghana unter Nkrumah zum Ein-Parteien-System. Zeitungen wurden zensiert und Oppositionelle hart verfolgt. Politische Gegner wurden in Ussher Fort inhaftiert, wo einst versklavte Menschen auf ihre Verschiffung nach Amerika warten mussten.

### Sturz
Nkrumah wurde im Jahr 1966 während einer Auslandsreise nach Vietnam durch einen Putsch des Militärs vom prowestlichen National Liberation Council (NLC) gestürzt. Dieser Putsch wurde damit gerechtfertigt, die Regierung Kwame Nkrumahs habe Ghana in ein wirtschaftliches Chaos geführt und der Präsident selbst habe sich als eine Art sozialistischer Diktator am Staat bereichert. Angeblich hätte Ghana nach seiner Entlassung aus britischem Kolonialbesitz (im Jahre 1957) gute Startbedingungen gehabt und Nkrumah habe das Land durch Fehlentscheidungen und Misswirtschaft zu Grunde gerichtet. Nkrumah ging nach Conakry in Guinea ins Exil, wo er bis 1967 den Ehrentitel eines Co-Präsidenten erhielt. Er widersprach den Behauptungen und Anschuldigungen in seinem Buch The Big Lie (1968), in dem er den Anschuldigungen gegen seine Person bzw. seine Regierungszeit scharf entgegentrat. CIA-Quellen gaben Jahre später an, dass der US-Geheimdienst den Putsch unterstützt habe. Der Vorwurf der Bereicherung wurde später als Versuch der neuen Machthaber charakterisiert, einen Sündenbock für die schlechte wirtschaftliche Verfassung des Landes zu präsentieren.

1972 starb der seinerzeit weltweit populärste Verfechter des Panafrikanismus in Bukarest.

Sowjetische Briefmarke anlässlich Nkrumahs 80. Geburtstag im Jahr 1989

## Denken
Paulin Hountondji hat die Brüche im Denken Nkrumahs betont. Während der frühe Nkrumah auf der Kontinuität des Sozialismus im Verhältnis zum „Kommunalismus“ des „traditionellen“ Afrikas beharrt, ein idealisierendes Bild des vorkolonialen Afrikas zeichnet (keine Ausbeutung des Menschen durch den Menschen) und sich als Schüler Gandhis versteht, sieht der späte Nkrumah die Notwendigkeit des gewaltsamen Bruchs mit den neokolonialen Verhältnissen, des Kampfes gegen den Imperialismus und seine afrikanischen Verbündeten. In African Socialism revisited lehnt Nkrumah daher auch die Vorstellung eines „afrikanischen Sozialismus“ im Sinn Nyereres, der eine Ideologie der Kontinuität (Hountondji) propagiert, ab.
Während die frühen Arbeiten betonen, dass es im vorkolonialen Afrika keinen Klassenkampf gegeben habe, lehnt der späte Nkrumah die Fetischisierung des vorkolonialen Afrika ab. „Nkrumah wird nie wieder Afrika als eine besondere Welt vorstellen, sondern er akzeptierte, dass unsere Gesellschaften denselben Gesetzen unterworfen sind wie jede andere Gesellschaft der Welt, und dass die afrikanische Revolution, wenn sie richtig verstanden wird, untrennbar mit der Weltrevolution verbunden ist.“
In Africa must unite (1963) hatte Nkrumah die sofortige Bildung einer gesamtafrikanischen Regierung gefordert. Später setzte er auf eine Einigungsbewegung, die von der Basis ausgeht, während es zwischen antiimperialistischen Regierungen und den vom Westen unterstützten „Marionettenregimes“ keine Gemeinsamkeit geben könne.

## Werk
- Towards Colonial Freedom: Africa in the Struggle Against World Imperialism. London 1962
- What I Mean by Positive Action. Accra 1949
- Autobiography of Kwame Nkrumah. London 1957, Neuauflage 1970 mit dem Titel Ghana. Autobiography of Kwame Nkrumah
- I Speak of Freedom: a Statement of African Ideology. London 1961
- Africa Must Unite. London 1963
- Consciencism. Philosophy and Ideology for Decolonization and Development. London 1964 bei Heinemann (mit wichtigen Änderungen 1970 bei Panaf)
- Neo-Colonialism: The Last Stage of Imperialism. London 1965
- Challenge of the Congo. London 1967
- Dark Days in Ghana. New York 1968, auch erschienen als: The Big Lie, London 1968
- Handbook of Revolutionary Warfare: A Guide to the Armed Phase of the African Revolution. London 1968
- The Struggle Continues. London 1968
- Two Myths. London 1968 (enthält African Socialism revisited und The Myth of the Third World)

## Ehrungen
Das Wirken von Kwame Nkrumah wurde in Ghana und im Ausland mit der Bezugnahme auf seinen Namen gewürdigt.
- Kwame Nkrumah University of Science and Technology, Universität in Ghana
- Kwame Nkrumah Chair, Lehrstuhl des Institute of African Studies (IAS) an der University of Ghana[12]
- Kwame Nkrumah Pan-African Centre, in Accra[13]
- Kwame Nkrumah University, Universität in Sambia
- Nkrumah Secondary Teachers’ College oder Nkrumah College of Education, Bildungseinrichtung in Sambia